# 木里黄耆
木里黄耆（学名：Astragalus muliensis）为豆科黄芪属的植物，是中国的特有植物。分布于中国大陆的云南、西藏、四川等地，生长于海拔2,700米至4,000米的地区，见于山坡林下以及灌丛中，目前尚未由人工引种栽培。